# Oediceropsis brevicornis
Oediceropsis brevicornis is een vlokreeftensoort uit de familie van de Oedicerotidae. De wetenschappelijke naam van de soort is voor het eerst geldig gepubliceerd in 1865 door Lilljeborg.